# Drosophila bondarenkoi
Drosophila bondarenkoi är en tvåvingeart som beskrevs av Vasily S. Sidorenko 1993. Drosophila bondarenkoi ingår i släktet Drosophila och familjen daggflugor.
Artens utbredningsområde är Ryssland.